# Emmanuelle Pagano

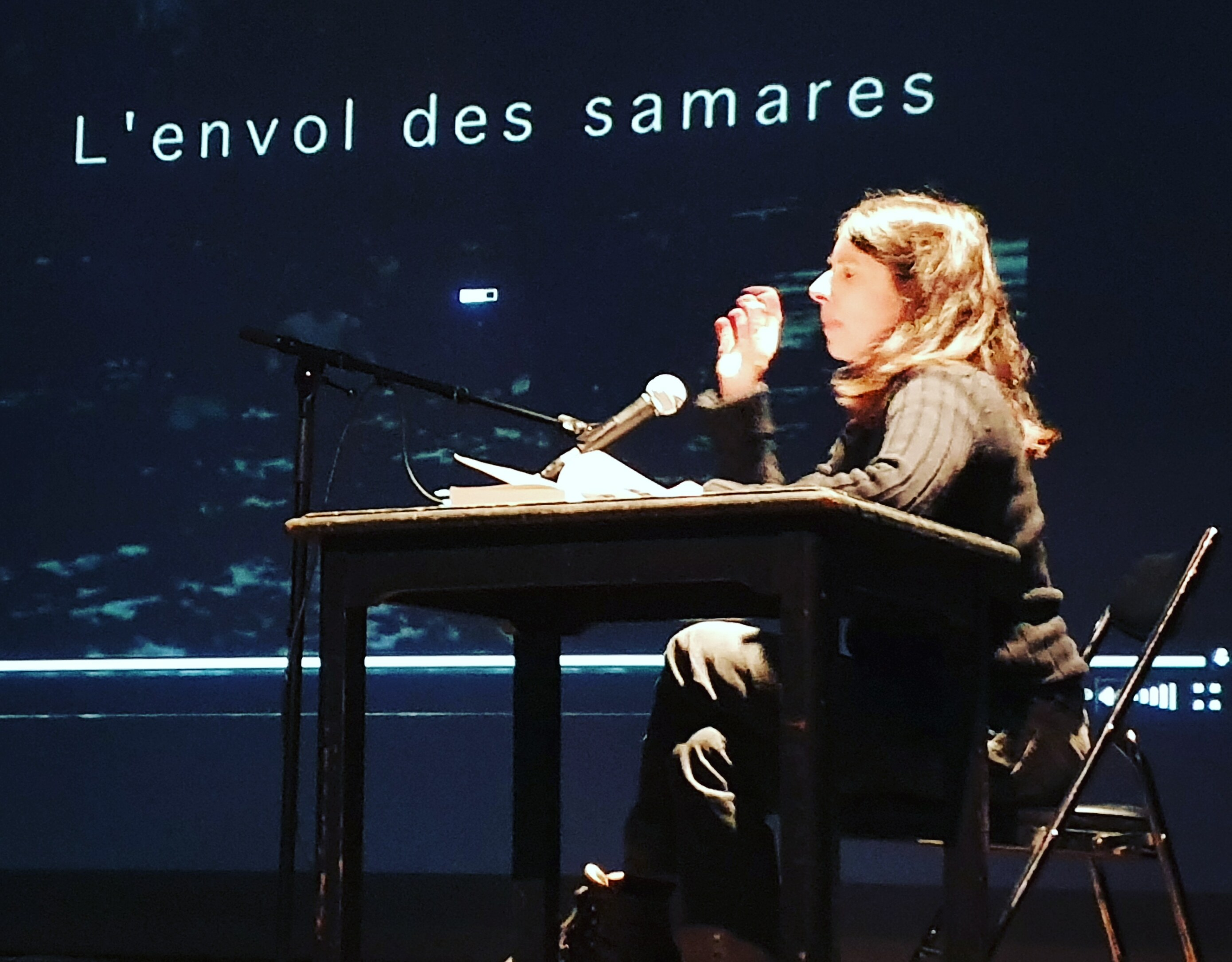
Emmanuelle Pagano (2019)

Emmanuelle Pagano, auch Emmanuelle Salasc (* 15. September 1969 in Rodez, Frankreich), ist eine französische Schriftstellerin und Drehbuchautorin. Sie hat zahlreiche Bücher geschrieben, die in mehrere Sprachen übersetzt wurden.

## Leben
Emmanuelle Pagano wurde 1969 im südfranzösischen Département Aveyron geboren und studierte Filmwissenschaft in Montpellier. Von April 2013 bis September 2014 war sie an der Villa Medici, einer französischen Akademie in Rom.
Emmanuelle Pagano hat zwölf Bücher veröffentlicht, darunter sechs Romane und mehrere Kurzgeschichtensammlungen (Stand: Herbst 2022). Ihr literarisches Debüt gab Emmanuelle Pagano 2002 mit Pour être chez moi, veröffentlicht unter dem Pseudonym Emma Schaak. Ab ihrem zweiten Buch, Pas devant les gens, das 2004 erschien, signierte sie ihre Bücher mit ihrem Namen Emmanuelle Pagano. 2005 veröffentlichte sie ihr erstes Buch im Verlag P.O.L, der dann ihr Hausverlag wurde. Seither sind fast alle ihre Bücher in diesem Verlag erschienen. Seit 2021 veröffentlicht sie ihre Werke unter ihrem Mädchennamen Salasc. Des Weiteren veröffentlicht Emmanuelle Pagano auch Kurztexte in Zeitschriften und Katalogen und arbeitet ebenfalls an kollektiven Gemeinschaftsarbeiten mit. Ihr Werk wurde in zwölf Sprachen übersetzt, darunter Deutsch, Italienisch, Spanisch und Ungarisch. Emmanuelle Pagano erhielt zahlreiche internationale Auszeichnungen. Emmanuelle Pagano ist auch als Drehbuchautorin tätig, meist in Kollaboration mit anderen Autoren.
Sie lebt in der Ardèche und ist Mutter dreier Kinder, die im April 1991, September 1995 und Mai 2003 zur Welt gekommen sind.

## Auszeichnungen
- Prix du Roman Ecologie 2018 für Sauf Riverains
- Literaturpreis der Europäischen Union 2009 für Der Tag war blau (Les Adolescents troglodytes)[11]
- Prix Rhône-Alpes du Livre 2009 für Les Mains gamines
- Prix Rhône-Alpes de l’adaptation cinématographique 2009 für Les Adolescents troglodytes
- Prix Wepler 2008 für Les Mains gamines
- Prix Télévision Suisse Romande du roman 2006 für Le Tiroir à cheveux
- Prix TSR du roman 2005 für Le Tiroir à cheveux

## Werke

### Bücher
- Pour être chez moi, unter dem Pseudonym Emma Schaak,  Editions du Rouergue, 2002, ISBN 978-2-84156-355-5
- Pas devant les gens, La Martinière, 2004, ISBN 978-2-84675-107-0
- Le Tiroir à cheveux, P.O.L, 2005, ISBN 2-84682-084-8
- Les Adolescents troglodytes, P.O.L, 2007, ISBN 978-2-84682-187-2
- Les Mains gamines, P.O.L, 2008, ISBN 2-84682-273-5
- L'Absence d'oiseaux d'eau, P.O.L, 2010, ISBN 978-2-84682-447-7
- Un Renard à mains nues, P.O.L, 2012, ISBN 978-2-8180-1624-4
- Nouons-nous, P.O.L, 2013, ISBN 2-8180-1954-0
- Le Travail de mourir, Les inaperçus, 2013
- En cheveux, Invenit, 2014, ISBN 2-918698-69-5
- Trilogie:
  - Teil 1: Lignes & Fils, P.O.L, 2015
  - Teil 2: Sauf riverains, P.O.L, 2017
  - Teil 3: Serez-vous des nôtres? , P.O.L, 2018.

### Filme
- Si le vent tombe, Nora Martirosyan, 2021

## Hörspielbearbeitungen
- 2011: Die Haarschublade – Bearbeitung und Regie: Beatrix Ackers (SR)